# Aesculus hippocastanum

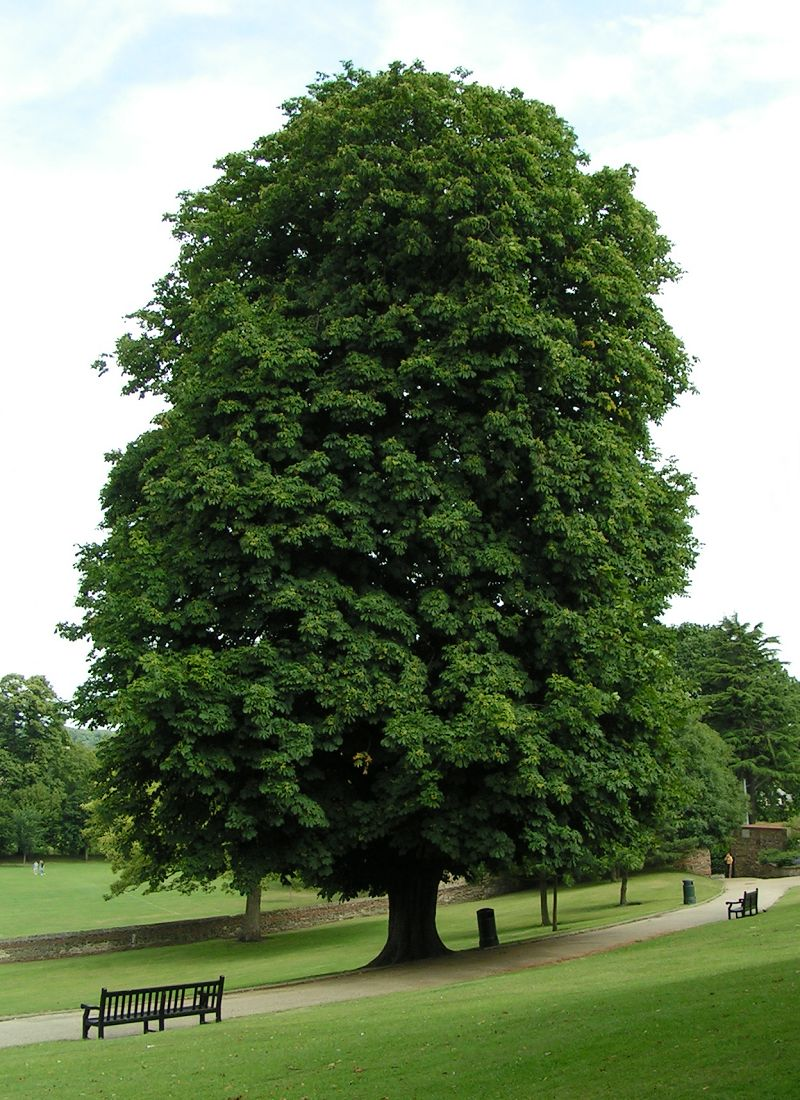
Aspecto general

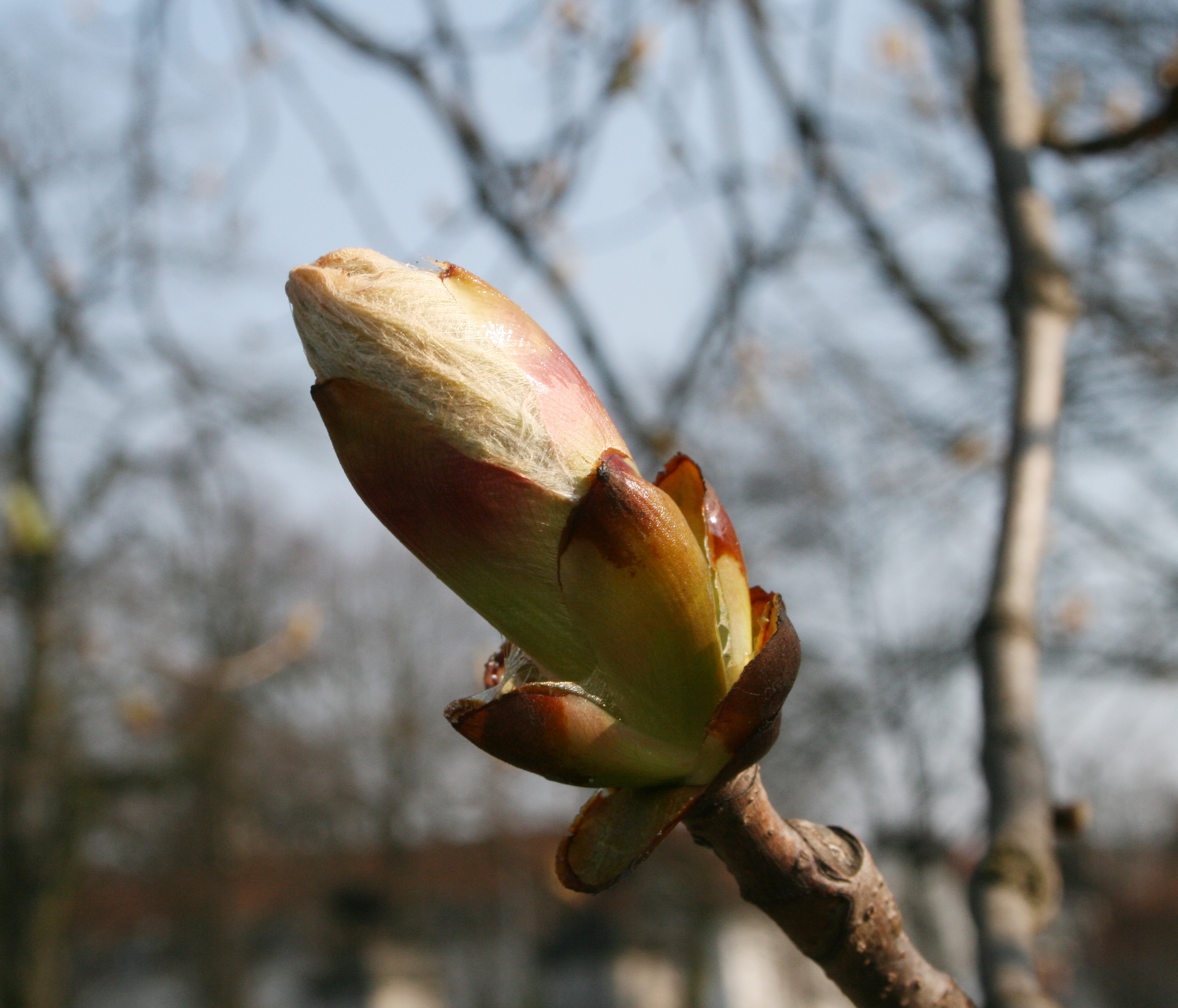
Detalle de yema

El castaño de Indias (Aesculus hippocastanum)  es un árbol de gran porte perteneciente a la familia de las sapindáceas. 
Se denomina comúnmente falso castaño debido a que sus frutos presentan una gran similitud externa con los de los árboles del género Castanea, de la familia de las fagáceas.

## Descripción

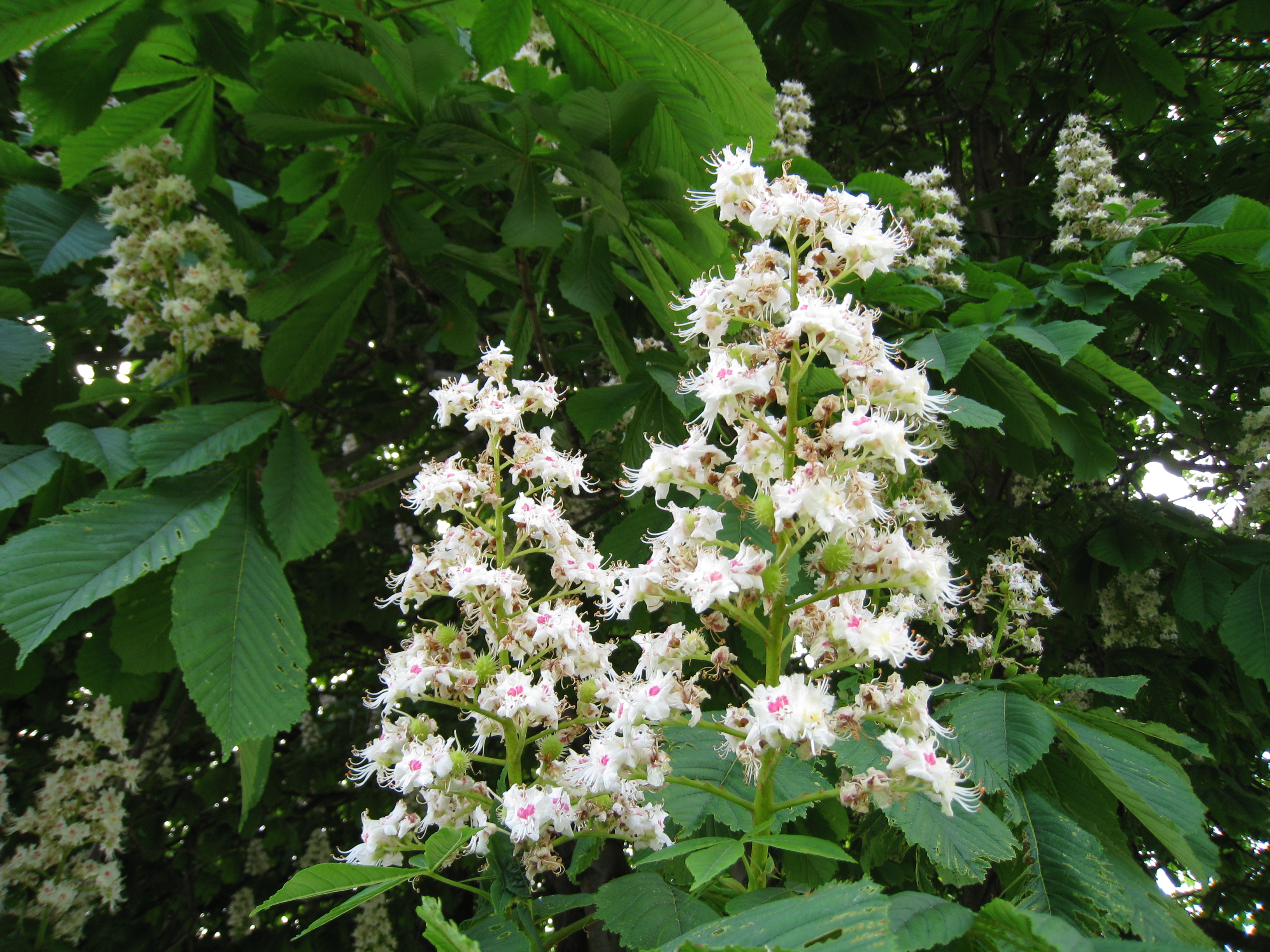
Hojas y flores

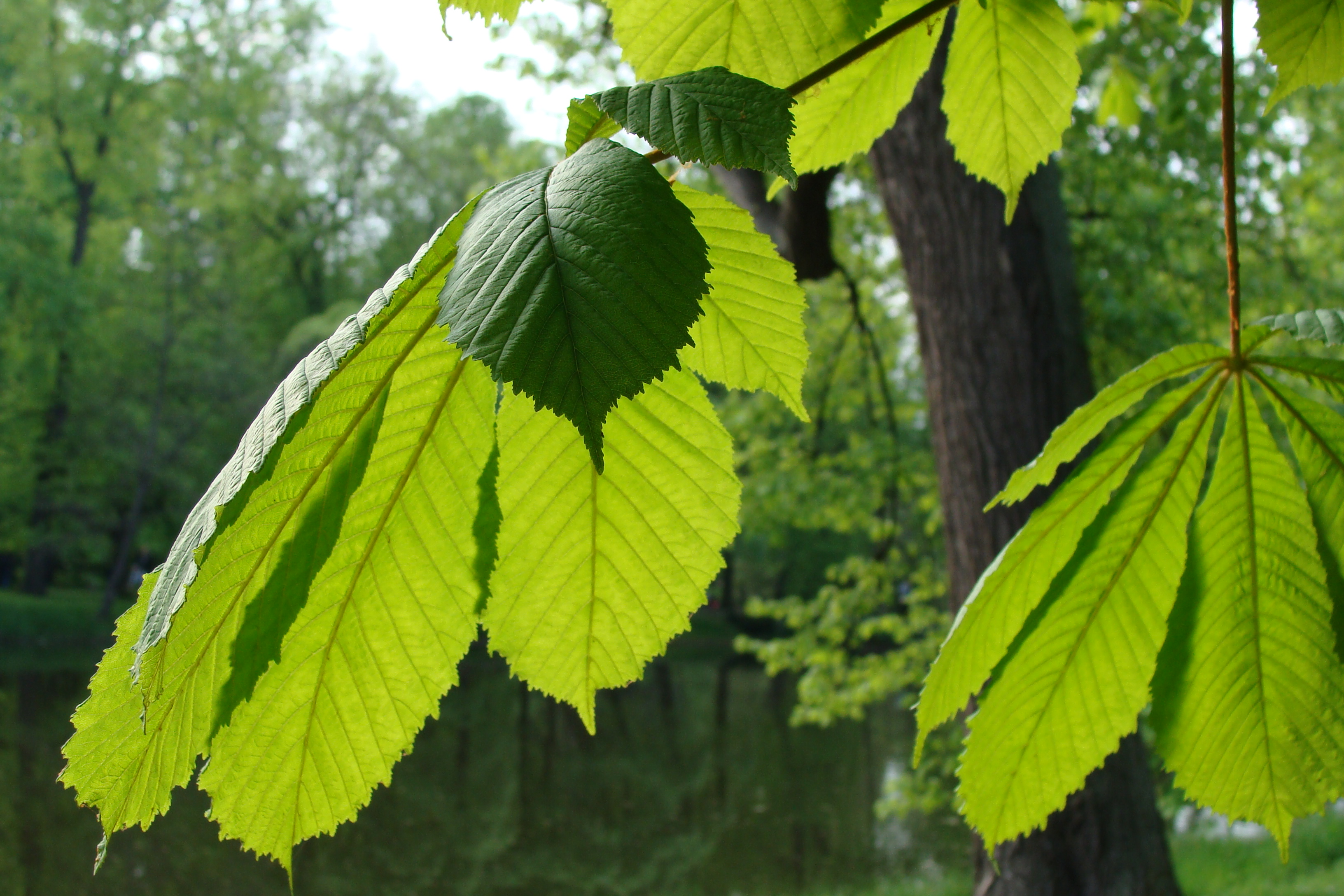
Una vista detallada de hojas de 7 partes en primavera

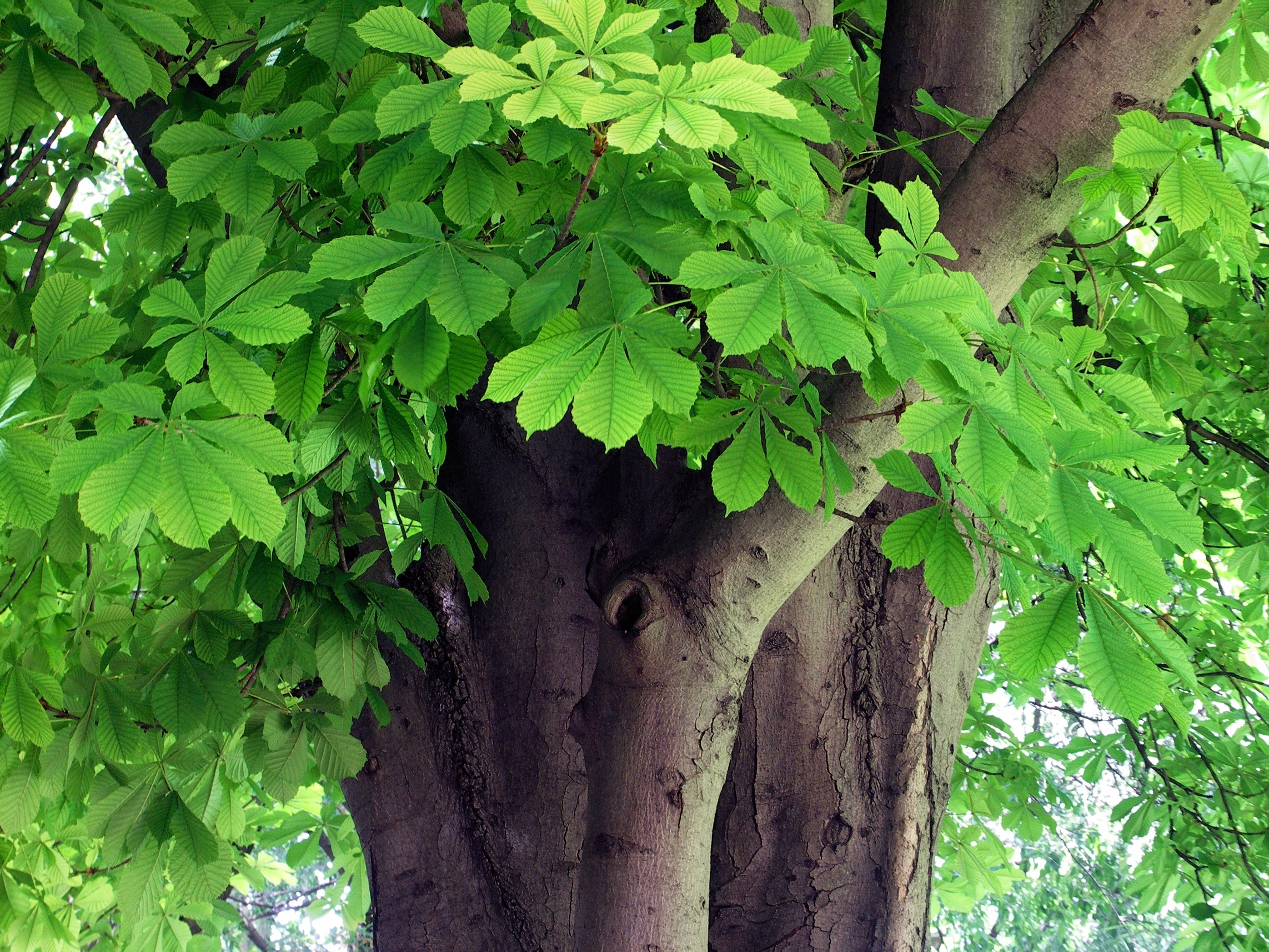
Hojas y tronco

Es un árbol que alcanza los 30 metros de altura. Tiene el tronco erecto que desarrolla numerosas ramas. Las hojas caducas, son grandes y opuestas, tienen un largo peciolo y están divididas en 5 o 7 foliolos. Las flores son blancas y forman panículas pirámidales. La corola tiene cinco pétalos y el cáliz tiene forma de campana.Hay 7 estambres con anteras rojo-marrón. 
El fruto, la "castaña de indias", es una cápsula con un envoltorio espinoso dehiscente en tres partes para liberar las semillas contenidas en su interior (normalmente una y en ocasiones dos), de unos 5 cm, y que presentan una piel de color marrón oscuro con una notable marca clara o blanquecina en su base. La semilla, especialmente las que son jóvenes y frescas, no son comestibles para el hombre por su alta toxicidad; pero ciertos animales son inmunes a la esculina, una saponina hemolisiante, que es el principal compuesto venenoso que contiene.
La Unión Internacional para la Conservación de la Naturaleza considera que la especie es ''vulnerable''.

## Distribución y hábitat
Contrariamente a lo que podría sugerir su nombre vernáculo "castaño de Indias" Aesculus hippocastanum es nativa de un área pequeña y fragmentada en los bosques mixtos de los montes Pindo y los bosques mixtos de los Balcanes (Albania, Bulgaria, antigua Yugoslavia y Grecia). Sin embargo, se puede encontrar en muchas partes de Europa tan al norte como Gästrikland en Suecia, así como en muchos parques y ciudades en el norte de Estados Unidos y Canadá.
Crece allí en su área original naturalmente en bosques caducifolios mixtos, a menudo coexistiendo con carpes (Carpinus betulus), arces y tilos, en estaciones frescas y húmedas, a una altitud de 700 a 1200 m, en suelos bastante ricos, a menudo en el fondo de la pendiente de valles calizos o sobre suelos aluviales.
Este rango original muy restringido. en realidad corresponde a un refugio donde la especie fue empujada y arrinconada durante las últimas glaciaciones. El clima del Holoceno (período climático actual) volvió a ser favorable para este castaño en gran parte de Europa, pero quedó bloqueado en el sur de los Balcanes donde se contentaba con subir de altura cuando el clima se calentaba. Esta especie tuvo un rango mucho más amplio durante el Pleistoceno temprano. Se han encontrado pólenes antiguos de esta especie que datan de interglaciares anteriores en toda Europa, incluso en la península ibérica. Ha permanecido confinado al sur de los Balcanes por topografía dado el bajo poder de dispersión de las semillas. Las castañas son muy sensibles a la desecación y no pueden germinar al aire libre en suelos demasiado secos, por lo que la especie no puede propagarse por sí sola fuera de los microhábitats frescos y húmedos. Dada la morfología de los frutos, es probable que un mamífero o un ave, posiblemente una megafauna del Pleistoceno, estuviera especializado en el consumo y dispersión de las castañas (zoocoria, como el arrendajo con las bellotas de las encinas y robles o la ardilla con las avellanas), y este animal con el que habría coevolucionado el castaño habría desaparecido durante las últimas glaciaciones, reduciendo así en gran medida el poder de dispersión y reconquista del castaño. La fauna europea actual rara vez consume castañas (sin embargo, la Cotorra de Kramer especie invasora introducida en Europa, aprecia los insectos y los consume en grandes cantidades, mientras que rechaza las castañas, por lo que podría convertirse en un nuevo agente de dispersión). Hoy es el hombre quien ha vuelto a dispersar la especie por toda Europa, plantándola abundantemente para la ornamentación de ciudades y parques. Los niños que juegan con castañas suelen sembrar castaños cerca, o incluso mucho más lejos al lanzarlas, por lo que la especie se ha vuelto subespontánea en gran parte de Europa.

## Taxonomía
Aesculus hippocastanum fue descrita por Carlos Linneo y publicado en Species Plantarum, vol. 1, p. 344, en el año 1753.
Etimología
Aesculus: nombre latino dado por Linneo en 1753 y 1754, a partir del Latín antiguo aesculus, -i, el roble, lo que es sorprendente, aunque en los numerosos autores de la antigüedad que lo usaron, Plinio el Viejo precisa en su Historia naturalis (16, 11) que es uno de los árboles que producen bellotas ("Glandem, quae proprie intellegitur, ferunt robur, quercus, aesculus, ..." -La bellota propiamente dicha la llevan el roble, ..., el aesculus, ...) y, quizás de allí proviene la confusión, pues las castañas de india tienen un lejano y superficial parecido con la bellotas por su piel dura y su carne firme y amarillenta.
hippocastanum: del griego ἵππος, hippos, el caballo y el latín castanea, derivado del griego χάστανον, la castaña, y que significa literalmente "castaña de caballo" pues la leyenda cuenta que "los Turcos suministraban los frutos del Castaño de Indias a sus caballos viejos con objeto de calmarles la tos y aliviarles el asma."
Sinonimia
- Aesculus asplenifolia Loudon
- Aesculus castanea Gilib. nom. invalid.
- Aesculus hippocastanum var. argenteovariegata Loudon
- Aesculus hippocastanum var. aureovariegata Loudon
- Aesculus hippocastanum var. beaumanii C.K.Schneid.
- Aesculus hippocastanum f. beaumanii (C.K.Schneid.) Dole
- Aesculus hippocastanum var. flore-pleno Loudon
- Aesculus hippocastanum var. incisa Booth ex Loudon
- Aesculus hippocastanum var. pendula Puvill.
- Aesculus hippocastanum f. pendula (Puvill.) Rehder
- Aesculus hippocastanum var. variegata Loudon
- Aesculus memmingeri K.Koch
- Aesculus procera Salisb.
- Aesculus septenata Stokes
- Hippocastanum aesculus Cav.
- Hippocastanum vulgare Gaertn.
- Pawia hippocastanum Kuntze[8]

Nombres vernáculos
Castellano: castaña, castaña borde (2), castaña bravía, castaña de Indias (2), castaña de la India, castaña india, castaña loca (3), castaña montesina, castañera borde, castaño amargo, castaño borde, castaño bravíe, castaño caballar, castaño caballuno (4), castaño de Indias (24), castaño de caballo, castaño de indias (7), castaño de sombra, castaño falso, castaño loco (5), erizo. Entre paréntesis, la frecuencia del vocablo en España.

## Propiedades
- Contiene diversos principios activos como saponinas y taninos.
- Por sus flavonoides se utiliza para tratar flebitis, varices, hemorroides y problemas vasculares.
- Por vía externa protege el cabello y existen champús con sus extractos.
- Su extracto fluido se usa en preparaciones antisolares para proteger la piel.
- En grandes dosis llega a ser tóxico, por lo que no debe suministrarse a personas de riesgo.

Principios activos

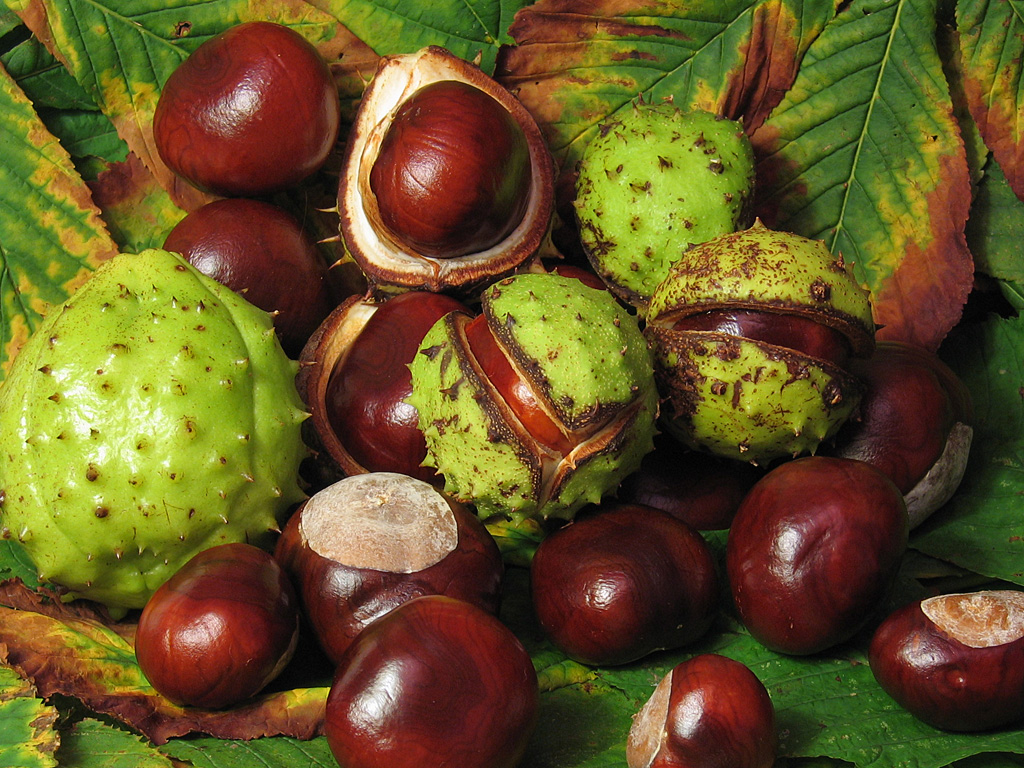
Frutos y sus semillas.

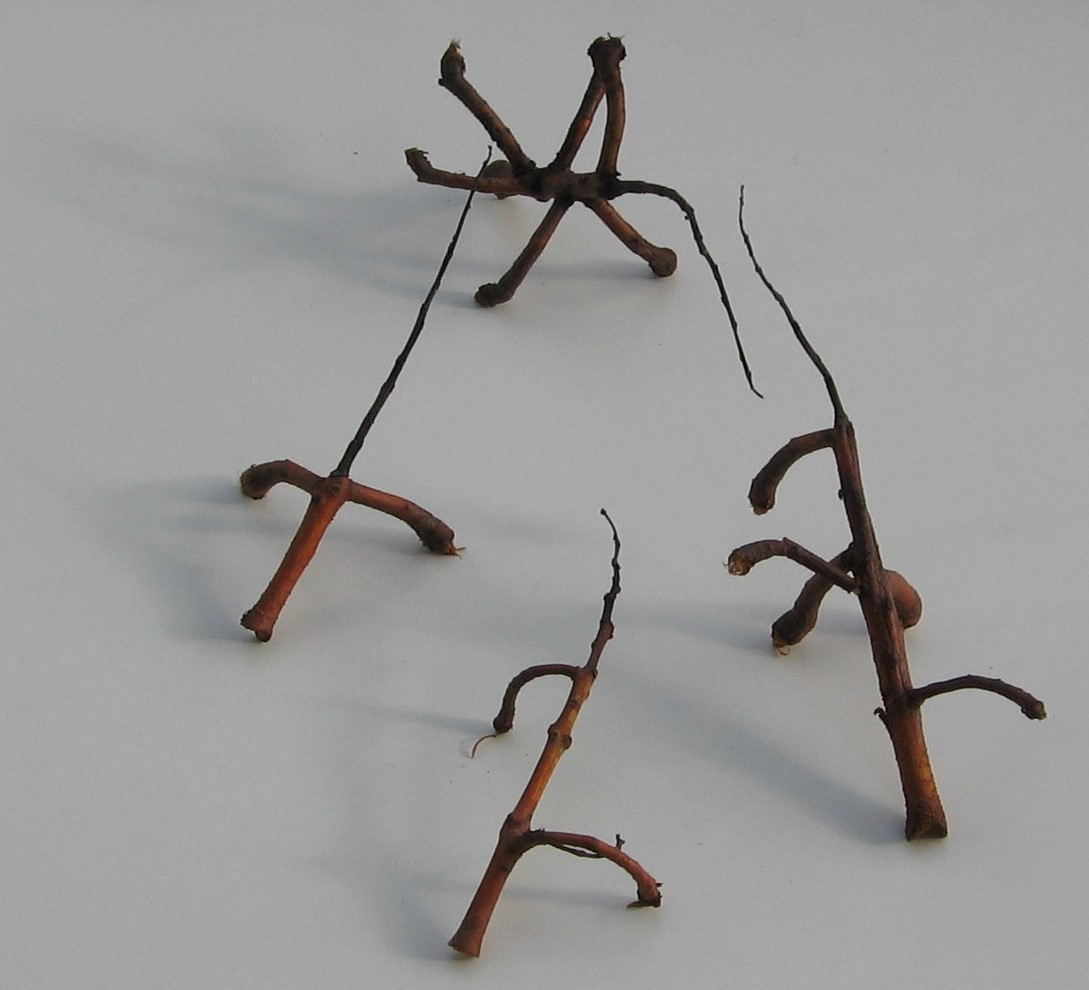
Restos de flores de castaño de indias después de la caída del fruto

- En la corteza: heterósidos cumarínicos (2-3%): esculósido, fraxósido, escopoletósido. taninos catéquicos; leucoantocianósidos, flavonoles: glucósidos del quercetol. Alantoína. Fitoesteroles.

- En el pericarpio: taninos catéquicos, saponósidos, pectina, potasio, calcio, fósforo, aceite etéreo.

- En los cotiledones: flavonoides (esculina), saponósidos triterpénicos (escina).

- En las hojas: heterósidos cumarínicos: esculósido, escopoletósido, fraxósido; flavonoles derivados del quercetol, ramnetol y kenferol; taninos leucoantocianósidos. Trazas de escina. Fitosteroles: sitosterol, estigmasterol, campestrol.[10]

Acción farmacológica
Es un tónico venoso o vasoprotector que consigue disminuir la viscosidad de la sangre, volviéndola más líquida, reduce el tiempo de sedimentación provocando una descongestión de los vasos sanguíneos y aumenta la resistencia capilar gracias a la acción de la escina y el esculósido.
La escina también tiene propiedades antiinflamatorias y controla la permeabilidad de los vasos (actividad antiedematosa). En conjunto realiza una actividad antivitamínica P.
Los saponósidos facilitan la difusión de otros principios activos cuando se aplican por vía tópica. Los taninos provocan un efecto astringente.
 Aviso médico
Usos en medicina tradicional
Puede aplicarse en forma de pomada por vía externa ya que reduce el diámetro de las venas disminuyendo la inflamación provocada por várices, flebitis, insuficiencia venosa y otros trastornos circulatorios (como por ejemplo edemas, equimosis, cuperosis rosácea).
Al ser un potente vasoconstrictor se utiliza con las hemorroides para reducir su volumen (al tener una elevada turgencia) y aliviar su dolor.
El extracto seco se prepara en forma de cápsulas que se ingieren por vía oral en casos de fragilidad capilar, epistaxis, metrorragia, dismenorreas, etc.